# 東方天空璋 〜 Hidden Star in Four Seasons.
『東方天空璋 〜 Hidden Star in Four Seasons.』（とうほうてんくうしょう ヒドゥン・スター・イン・フォー・シーズンズ）とは、同人サークル上海アリス幻樂団制作の弾幕系シューティングゲームであり、東方Projectの第16弾にあたる作品である。
第14回博麗神社春季例大祭にて体験版が頒布され、2017年8月11日のC92にて製品版が頒布された。
また、日本時間の2017年11月18日には、メディアスケープからSteamでの配信が行われた。
本項では、以降本作品を『天空璋』と称することとする。その他の本項で使用されている東方Project関連の略称については、東方Project#凡例を参照のこと。

## システム
機体性能の異なる「博麗霊夢」「霧雨魔理沙」「射命丸文」「日焼けしたチルノ」の4種類の自機から1つ選択する。敵や敵弾に当たるとミスとなり残機が1つ減った上でその場で復活する。全ての残機を失うとゲームオーバーとなるが、コンティニューすればその場で復活しゲームを続行可能。コンティニューしないで6面（最終面）のボスを倒すとノーマルエンディングになる。コンティニューせずにクリアすれば、全1面のExtra(Revenging)ステージが追加される。
本作では固有システムとして「季節装備」があり、それに関連して、「季節アイテム」や「リリース(季節解放)」ボタンがある。これらに関しては以下に記述する。
季節装備
本作のオプションは季節がテーマとなっている。メイン季節(メインオプション)はキャラ毎に固定されているが、サブ季節(サブオプション)として春夏秋冬(Revengingステージでは「土用」に固定)が選択できる。それぞれのサブはその季節のメインのおおよそ弱体化された形となっている(例えば、春をサブ季節として選択した場合、春がテーマの霊夢のメインを弱体化させたショットがサブオプションから放たれる)。そのため、今作の自機パターンは過去最多の20パターンが存在する。メインのオプションはこれまで通りPアイテムを取ることで数が増えるが、サブは後述の「季節アイテム」を取ることで数を増やすことができる。
季節アイテム
本作の固有アイテム。敵を倒す、グレイズ、後述の「季節解放」を行うことで出現する。取得することで、左下のゲージが溜まる。ゲージが満タンになるとレベルが上がり、サブオプションが出現する。最大レベルは6。また、メインオプションと違って、被弾によるペナルティは発生しない。
季節解放
本作の固有システム。サブオプションを全て(夏・土用は一つ)消費して発動することができる。自機の位置を中心に、円形の攻撃判定が発生する。この攻撃判定に敵弾が当たることで、季節アイテムや緑アイテムが出現、自動的に回収する。範囲や性能は季節毎に違うが、共通してサブオプションの数が多い程効果は上がる。また、スペルカードとの違いとして、季節解放を発動してもスペルカードを取得することができるところがある。

## あらすじ
ある日の博麗神社の周辺は春めいていたが、霊夢は魔理沙から魔法の森で雪が降っていることを知らされる。
取材に来た文の様子から、霊夢は近頃の異常気象がただの自然現象ではないことに気付く。
そして、調査に向かった霊夢が目にしたのは、四季折々の風景を見せる幻想郷であった。

## 登場人物

### 新規の登場人物
ここでは、『天空璋』初出の登場人物を解説する。
エタニティラルバ
アゲハチョウの妖精。チルノとは面識がある。
異変が起きているため、幻想郷の妖精の例に漏れず暴走している。
坂田ネムノ（さかた ねむの）
妖怪の山に住む山姥。文たち天狗とは不可侵条約を結んでいる。
山から全く出ないため、各地で起こっている異常気象については知らない。
高麗野あうん（こまの あうん）
人間の信仰を集めそうな場所を見つけては居候して、勝手に守護をする狛犬で、一人で獅子と狛犬の両方の性質を合わせ持つ。
霊夢がいない間に博麗神社に来て守護していた。
矢田寺成美（やたでら なるみ）
魔法の森の魔力で命を得た地蔵。魔理沙とは知り合いであり、彼女には「成子」と呼ばれている。
爾子田里乃（にしだ さとの)
ピンク色の服に、茗荷の葉を持っている。踊ることで精神力を引き出すことが出来る。ZUNによれば「 茗荷のように訳の分からない、おっとり系の性格 」。
丁礼田舞（ていれいだ まい）
緑色の服に、笹の葉を持っている。踊ることで生命力を引き出すことが出来る。一人称は女性キャラクターとしては唯一の「僕」。ZUNによれば「 竹のようにスパッとした性格 」。
舞と里乃の二人は、あらゆるものの潜在能力を引き出させるバックダンサー。今回の異変の実行犯。元は人間であったが、幼いころに摩多羅隠岐奈に誘拐され、「二童子」として育てられた（ただし種族は「人間（？）」とされている）。彼女らの力は全て隠岐奈が与えたものであり、隠岐奈の言うことには絶対的に従う。
隠岐奈の命令によって多くの生物の潜在能力を引き出し、背中に扉を作っているが、隠岐奈からはその理由を「仲間を増やすため」と言われており、後継者を探しているということは知らなかった。彼女らの力により妖精たちが暴走したのが異変の原因である。
摩多羅隠岐奈（またら おきな）
幻想郷の創設に関わったとされる秘神。
今回の異変を舞と里乃の後継者を探すために行ったと言っているが、実は後継者は見つからなくともよく、真の目的は幻想郷中に自分の存在を知らしめることであった。

### 既存の登場人物
ここでは、『天空璋』が初出ではない登場人物を解説する。
博麗霊夢
博麗神社の巫女。メイン季節は「春」。
異常気象については特に問題視していない。
霧雨魔理沙
魔法の森の魔法使い。メイン季節は「冬」。
異変を本格的に調査しようとする前に、暴走状態の妖精に巻き込まれ戦闘になる。
射命丸文
妖怪の山に住む天狗。メイン季節は「秋」。
新聞記者という職業上、気候の異常にいち早く気付いている。
チルノ
氷の妖精。本作では日焼けした姿で登場する(それに合わせ、マニュアル恒例の⑨も日焼けした❾となっている)。メイン季節は「夏」。
真夏の暑さに負けない体を手に入れ、気が大きくなっている。
リリーホワイト
春が来るとそのことを告げようと湧いて出てくる妖精。本作で初めてスペルカードを使用するが、立ち絵は描かれていない。
一部ルートのエンディングには姫海棠はたてが登場する。

## ステージ
| ステージ                | タイトル                                    | 場所               | 中ボス              | ボス                |
| ----------------------- | ------------------------------------------- | ------------------ | ------------------- | ------------------- |
| STAGE 1                 | 朝靄の先の真夏日                            | 真夏の上空         | エタニティラルバ    | エタニティラルバ    |
| STAGE 2                 | 紅い山の孤独                                | 紅葉した山         | 坂田ネムノ          | 坂田ネムノ          |
| STAGE 3                 | 神獣泳ぐ桜色の海                            | 博麗神社の夜桜     | リリーホワイト      | 高麗野あうん        |
| STAGE 4                 | 視界ゼロの邂逅                              | 魔法の森上空(推測) | 丁礼田舞            | 矢田寺成美          |
| STAGE 5                 | 童子は狂気を跳ね踊る                        | 後戸の国           | 爾子田里乃          | 爾子田里乃&丁礼田舞 |
| STAGE 6                 | 開けるなかれ、見るなかれ 後ろの扉に秘天あり | 後戸の国           | （なし）            | 摩多羅隠岐奈        |
| EXTRA STAGE (Revenging) | 秘神の真の姿                                | 後戸の国           | 爾子田里乃&丁礼田舞 | 摩多羅隠岐奈        |

## 曲名リスト
1. 桜舞い散る天空 - タイトル画面
2. 希望の星は青霄に昇る - 1面のテーマ
3. 真夏の妖精の夢 - 1面ボス エタニティラルバのテーマ
4. 色無き風は妖怪の山に - 2面のテーマ
5. 山奥のエンカウンター - 2面ボス 坂田ネムノのテーマ
6. 桜色の海を泳いで - 3面のテーマ
7. 一対の神獣 - 3面ボス 高麗野あうんのテーマ
8. 幻想のホワイトトラベラー - 4面のテーマ
9. 魔法の笠地蔵 - 4面ボス 矢田寺成美のテーマ
10. 禁断の扉の向こうは、この世かあの世か - 5面のテーマ
11. クレイジーバックダンサーズ - 5面ボス 爾子田里乃&丁礼田舞のテーマ
12. イントゥ・バックドア - 6面のテーマ
13. 秘匿されたフォーシーズンズ - 6面ボス 摩多羅隠岐奈のテーマ
14. もうドアには入れない - Extra（Revenging）ステージのテーマ
15. 秘神マターラ　～ Hidden Star in All Seasons. - Extra（Revenging）ステージボス 摩多羅隠岐奈のテーマ
16. 不自然な自然 - エンディング
17. 白い旅人 - スタッフロール

## 発売まで
2017年8月11日にコミックマーケット92で製品版が発売される前の2017年6月、グッドスマイルカンパニーは本作に登場する日焼けしたチルノのフィギュアが10月に発売予定であることを明らかにした。
2017年11月6日、本作の原作者であるZUNは日本時間の11月18日に本作をSteamで発売する予定であり、Steam上での販売はメディアスケープが担当する予定であることを明らかにした。なお、メディアスケープを販売者にしたのは事務処理等の都合によるものであり、各権限はこれまで通りZUNが管理する。
ZUNは、Steamでの発売を決めた理由について、「何年も前からSteamでの配信は考えており、海外で『Steamで出さないか』と言われた際はいつも『将来的には出ると思う』と答えはしたものの、面倒くさいと思ってやらなかった。だが、昔のように翻訳したり海外法人を用意する必要がなく、パッケージ版と同じのものをそのまま出せるようになったため、Steamでの配信に踏み切った」とIGNの今井晋とのインタビューの中で答えている。
Steam版は基本的にはパッケージ版と同一だが、セーブデータやSteamの撮影機能を用いたスクリーンショット等はSteamのクラウドに保管される仕様である。なお、日本語のニュアンスなどの観点から、英語への対応は見送られた。
ZUNは本作の売り上げ次第では過去作品のSteamでの販売を検討するとした一方、Windows展開初期の作品は不具合等の関係でそのまま販売できるかどうか不明としており、特にWindows展開の第一弾である『東方紅魔郷 〜 the Embodiment of Scarlet Devil.』については、「現世代」のOSには対応していないため、作り直しに近くなってしまうとGame*SparkのArkbladeとのインタビューの中で述べている。

## 反響

### 発売前の反響
ねとらぼは、日焼けしたチルノが公開された際、ファンの間で「南国に行ったのか」と話題になったと報じている。

### Steam版に対する反響
2017年11月18日（日本時間）午前9時の時点で、Steam上に投稿された本作のユーザーレビューは850件を超えており、Game*SparkのArkbladeはかなり好調な初動売り上げとみている。

### 評価
IGNの畑史進は本作について、『東方輝針城 〜 Double Dealing Character.』から進化しつつもシンプル化されたシステムや、自機と季節装備の組み合わせによる多彩な攻略方法について評価しており、「難易度が軽く、初心者にもおすすめである」と述べている。
同じくIGNの今井晋は、「『サブ季節』と『季節解放』という通常のボムとは別系統のボムが用意されており、シューティングゲーム初心者にとってとっつきやすい作品に仕上がった」と述べており、10点満点中7.7点(Good)という判定を出した。
その一方、今井は「ゲームパッドのボタン配置によっては操作に迷う場面が生じるため、デフォルトの設定でおすすめがあってもよかったのではないか」と述べており、これに関連してXInput系のコントローラへの対応が不完全であることも指摘している。